# 2005年日本国際博覧会協会愛・地球博線

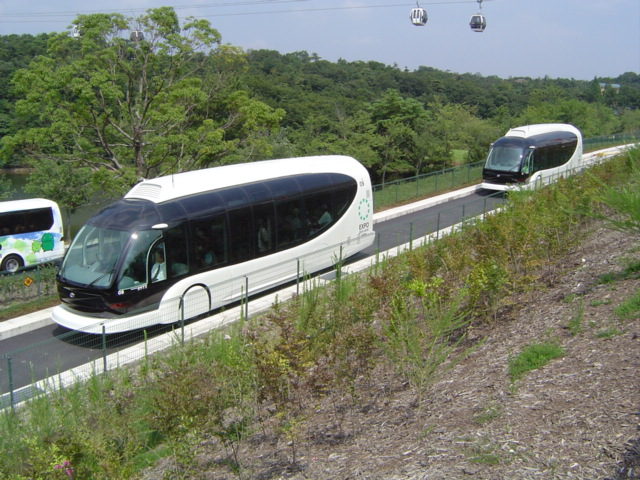
IMTS2台編成

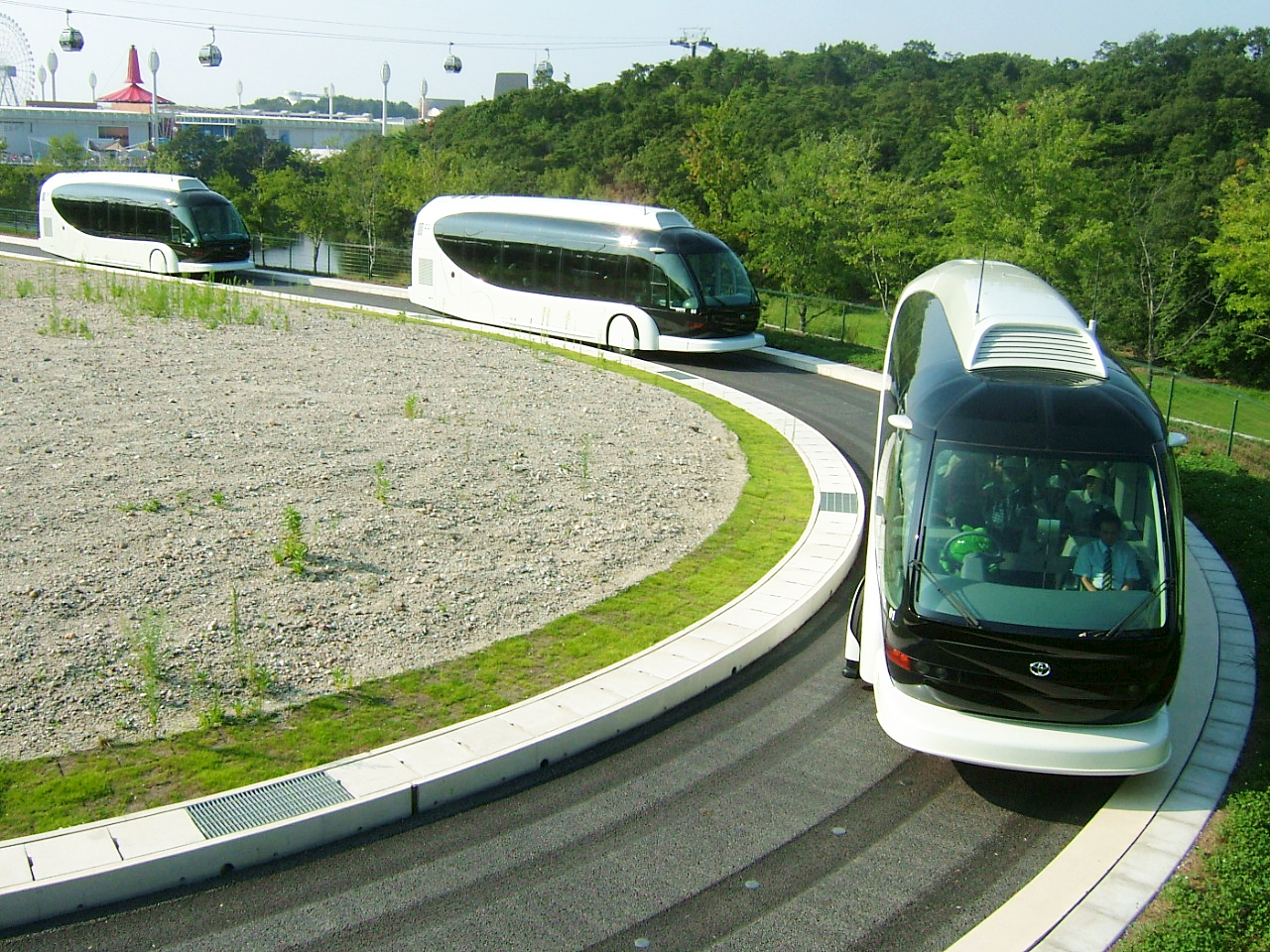
IMTS3台編成

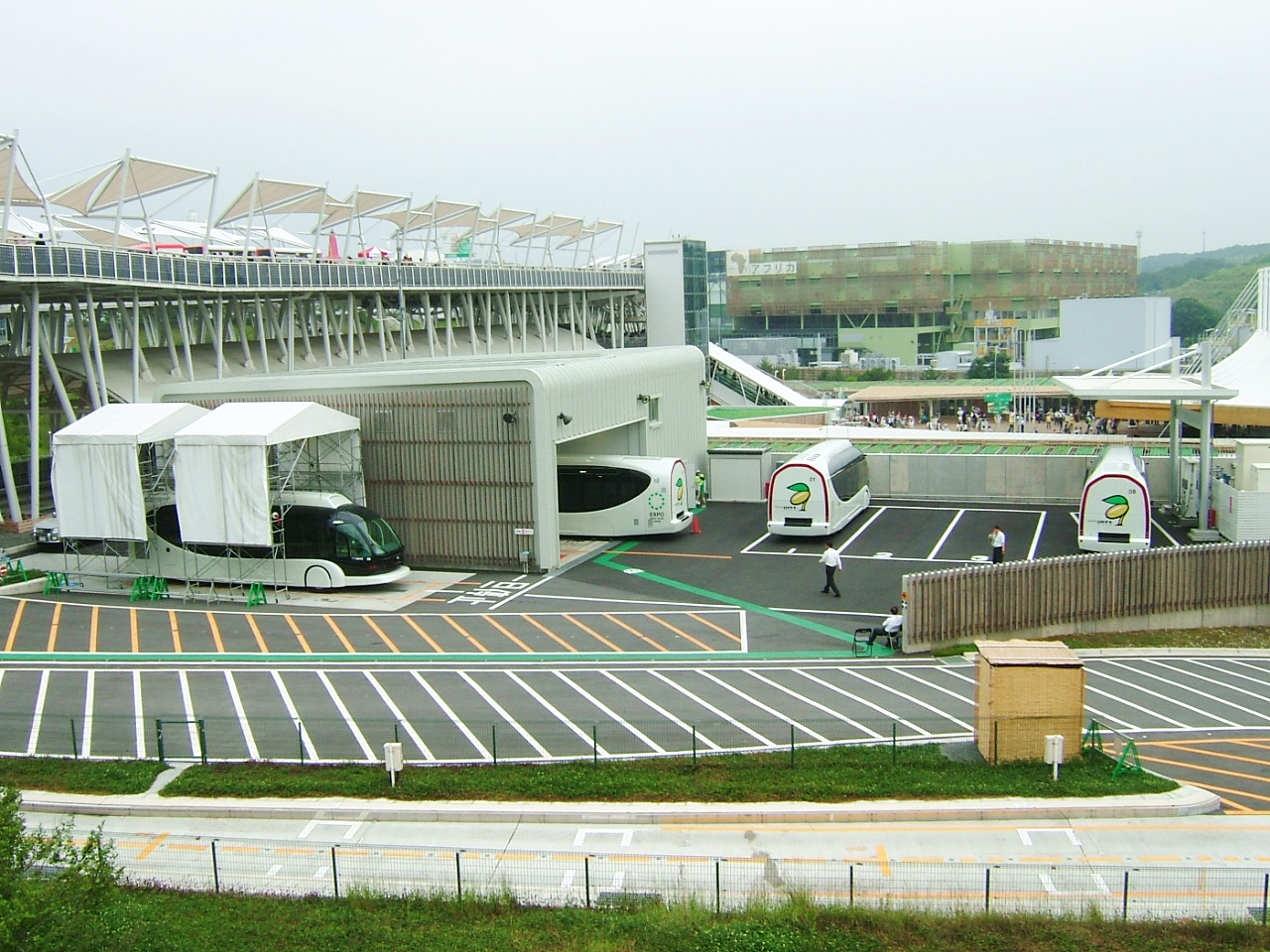
IMTS車庫

愛・地球博線（あい・ちきゅうはくせん）は、かつて2005年日本国際博覧会（愛知万博）長久手会場内に敷設されていた移動交通機関である。システムはトヨタ自動車が開発した磁気誘導式の自動運転システム(IMTS)を採用している。
営業区間は北ゲート駅 - EXPOドーム駅間のIMTS車両専用道路と、西ゲート駅 - メッセ前バス停間の一般道路（会場内の管理道路で会場外の道路とはつながっていない）。専用道路の部分は財団法人2005年日本国際博覧会協会が愛知万博の開催期間に限定して第1種鉄道事業の許可を受けた鉄道路線の扱いである。

## 路線データ
※専用道路区間
- 事業種別：2005年日本国際博覧会協会（第1種鉄道事業者）
- 路線距離（営業キロ）：北ゲート駅 - EXPOドーム駅 1.6km[1]
- 種類：磁気誘導式
- 動力：内燃（圧縮天然ガス）
- 駅数：3駅
- 複線区間：なし（全線単線）

## 車両
CNGエンジンを搭載したバスタイプの車両が使用された。鉄道車両としての形式はIMTS-00系。専用道路では路面に設置された磁気マーカーによって2 - 3台の車両が自動的に誘導される隊列走行を行う。

## 歴史
- 2005年（平成17年）
  - 3月25日 北ゲート - EXPOドーム間（専用道路）[2]と西ゲート - メッセ前（一般道路）間が開業。
  - 4月30日 車両の1台の扉が開かなくなり、午後12時40分から1時間15分間全線運休。停止位置より3センチ手前に停車したため、コンピュータが“まだ駅に着いていない”と判断したことが原因。
  - 5月27日 車両の1台が西ゲート駅で手動運転から自動運転の切替ができず、手動運転区間が運休。また自動運転区間も復旧のため2時間の運休。
  - 5月29日 西ゲート駅で車両の1台が所定位置の手前1.5センチに停車、コンピュータが“異常発生”と認識し運転停止、復旧の目処が立たず西ゲート駅 - メッセ前停留所間が終日運休。
  - 6月29日 西ゲート駅 - メッセ前停留所間が運行再開。
  - 7月14日 総利用者数が100万人を超える。
  - 7月27日 台風7号の影響により16時まで全線運休。
  - 9月26日 博覧会終了に伴い廃止[2]。

## 駅一覧
専用道路区間
北ゲート駅 - 西ゲート駅 - EXPOドーム駅
一般道路区間
西ゲート駅 - メッセ前バス停

## その他
会期中、約1万4千往復（北ゲート - EXPOドーム）したが、コンピュータ制御のため、走行位置の左右のズレは、1センチにも満たなかった。そのため、IMTS車両専用道路部分では、本来平らであったアスファルトにタイヤの幅部分だけ深さ約2センチの直角に削られた轍の溝ができた。